# Membranelle

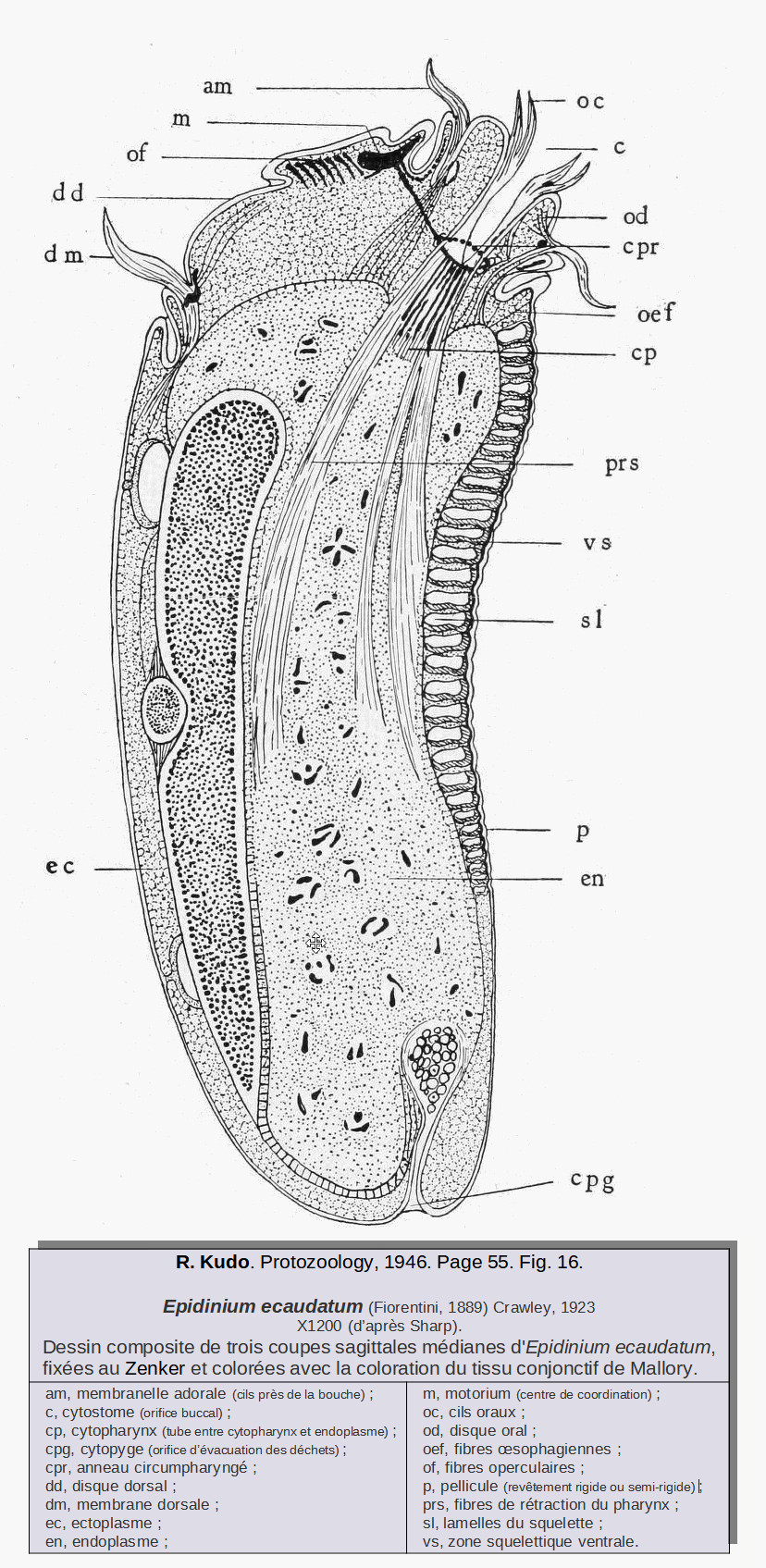
Esempio di membranella (am) in un esemplare di Epidinium ecaudatum

Le membranelle si trovano intorno alla cavità buccale, o peristoma, dei Ciliati. Sono costituite da cinetosomi tipicamente disposti in gruppi, o serie, a formare i policinetidi. Le ciglia che emergono da queste strutture sembrano essere fuse e funzionare come un'unica membrana, che può essere utilizzata per trascinare particelle di cibo nel citostoma o per la locomozione.
Le membrane o membranelle della ciliatura orale possono essere di diversi tipi, e prendono nomi specifici a seconda della loro conformazione e posizione.
Le membranelle sono particolarmente importanti negli Heterotrichea e negli Spirotrichea. Gli Spirotrichea possiedono una cosiddetta zona membranellare adorale (AZM) che conduce alla cavità buccale ed è composta da diverse file di membranelle. Gli Hymenostomatia, invece, hanno le membranelle sul lato sinistro della cavità buccale e una membrana ondulata sul lato destro.